# 11743 Jachowski
11743 Jachowski (1999 JP130) là một tiểu hành tinh vành đai chính được phát hiện ngày 13 tháng 5 năm 1999 bởi nhóm nghiên cứu tiểu hành tinh gần Trái Đất phòng thí nghiệm Lincoln ở Socorro.